# Nycteola
Nycteola is een geslacht van vlinders van de familie visstaartjes (Nolidae), uit de onderfamilie Chloephorinae.

## Soorten
- N. abstrusa Turner, 1909
- N. albescens Wileman & West, 1929
- N. aroa Bethune-Baker, 1906
- N. asiatica

Kleine wilgenuil Krulikovsky, 1904
- N. avola Bethune-Baker, 1906
- N. baeopis Turner, 1906
- N. brunneicosta Bethune-Baker, 1906
- N. cana Hampson, 1912
- N. canoides Holloway, 1979
- N. cinereana Neumoegen & Dyar, 1893
- N. columbana (Turner, 1925)
- N. columbiana H. Edwards, 1874
- N. coreana Leech, 1900
- N. costalis Sugi, 1959
- N. crystallites Meyrick, 1902
- N. degenerana

Fraaie wilgenuil (Hübner, 1799)
- N. diplographa Hampson, 1905
- N. eremostola Dufay, 1961
- N. exophila Meyrick, 1888
- N. fletcheri Rindge, 1961
- N. frigidana (Walker, 1863)
- N. gandzhana Obraztsov, 1953
- N. glaucus Wileman & West, 1929
- N. grisea Hampson, 1891
- N. indica Felder, 1874
- N. javanus Roepke, 1956
- N. kebea Bethune-Baker, 1906

- N. kuldzhana Obraztsov, 1953
- N. malachitis (Hampson, 1912)
- N. mauritia (de Joannis, 1906)
- N. mesoplaga Hampson, 1905
- N. metaspilella Walker, 1866
- N. minutum Turner, 1902
- N. oblongatus Mell, 1943
- N. poliophaea Hampson, 1907
- N. pseudonilotica Holloway, 1979
- N. revayana

Variabele eikenuil (Scopoli, 1772)
- N. siculana (Fuchs, 1899)
- N. sinuosa Moore, 1888
- N. strigivenata Hampson, 1905
- N. svecicus (Bryk, 1941)
- N. symmicta Turner, 1902
- N. tawan Pagenstecher, 1875
- N. underwoodi Druce, 1901
- N. virescens Hampson, 1902